# صالح محمد خير عقيل
صالح محمد خير عقيل (1907 - 1958) من مواليد يبرود، سوريا. وهو أول قنصل للسفارة السورية في جدة في المملكة العربية السعودية.

## حياته
ولد في مدينة يبرود السورية، وتلقى تعليمه الابتدائي في مدارسها، ثم أرسله والده إلى مدينة حمص حيث أنهى دراسته الثانوية في المدرسة الإنجيلية في حمص، وبعدها سافر إلى لبنان وتابع دراسته الجامعية في الجامعة الأمريكية في بيروت، وحصل على إجازة في العلوم الفيزيائية، وأيضا إجازة في العلوم السياسية من نفس الجامعة، وكان والده محمد خير بن صالح عقيل عضوا في الكتلة الوطنية ونائبا في البرلمان السوري.

## حياته العملية
بعد تخرجه من الجامعة ذهب لبغداد وعمل مساعد أستاذ في جامعة بغداد ثم أستاذ، وبعد عمله عدة سنوات هناك عاد إلى سوريا وأسس مدرسة مع المعلم مسوح في حمص. بعدها وظف في الخارجية السورية وفوض بتأسيس سفارة سوريا في جدة، ثم رجع إلى سوريا ورشح نفسه في الانتخابات البرلمانية ولكن وبسبب الظروف السياسية لم ينجح. أوفدته الخارجية قنصلا إلى الموصل وبعدها سفيرًا إلى بغداد. عند عودته إلى سوريا ونتيجة خلافه مع الشيشكلي، عين محافظا للحسكة ومنع من مغادرة الحسكة وأعطي إدارة لامركزية على ألا يعود إلى دمشق.
في الدورة الانتخابية سنة 1954 ترشح عن القلمون ونجح نائبا في البرلمان. وفي عام 1956 أصبح وزيرا للدعاية والأنباء (وزارة الإعلام) وكان رئيس الوزارة صبري العسلي. وفي 1958 كان من الذين رافقوا الرئيس شكري القوتلي إلى مدينة القاهرة ووقعوا اتفاقية الوحدة مع الرئيس جمال عبد الناصر، وبعد استقالة الوزارة وحل المجلس النيابي وحل الأحزاب فكر بالرجوع للتدريس الجامعي ولكن القدر لم يمهله وتوفي في 15 حزيران 1958 عن عمر يناهز 51عامًا.

## وصلات خارجية
- رجال من القلمون.